# John Heard
John Matthew Heard Jr. (Washington D. C., 7 de marzo de 1946-Palo Alto, California, 21 de julio de 2017) fue un actor estadounidense de cine, teatro y televisión. Fue más conocido por su papel como Peter McCallister en Home Alone y Home Alone 2: Lost in New York, padre del niño protagonista, Kevin McCallister (Macaulay Culkin). También pudo ser visto en CSI: Miami como un personaje recurrente llamado Kenwall Duquesne, padre de Calleigh Duquesne.

## Primeros años
Heard fue hijo de John y Helen Heard, y creció con sus dos hermanas; una de ellas es actriz. Asistió al Gonzaga College High School; se graduó de la Clark University, en Worcester, Massachusetts.

## Vida personal
Heard estuvo casado con la actriz Margot Kidder (protagonista femenina de Superman: la película, 1978), aunque el matrimonio solo duró seis días. Tuvo un hijo llamado Jack con su exnovia Melissa Leo. Se divorció de su segunda esposa, Sharon Heard, con quien tuvo dos hijos: Max y Anika.

## Muerte
John Heard murió de un paro cardíaco debido a una enfermedad cardíaca aterosclerótica e hipertensiva el 21 de julio de 2017, a la edad de 71 años. Fue encontrado por el personal en un hotel en Palo Alto, California, donde, según se informa, se estaba recuperando de una cirugía menor de espalda a la que acababa de someterse en el Hospital de la Universidad de Stanford. La Policía estatal y el personal forense investigaron la causa de su deceso. La cirugía de espalda no desempeño un papel en su muerte. Su causa de muerte fue confirmada por la oficina del médico forense del condado de Santa Clara. Fue enterrado en el cementerio South Side en Ipswich, Massachusetts.

## Filmografía

### Cine
| Año  | Título                                  | Papel                   | Notas        |
| ---- | --------------------------------------- | ----------------------- | ------------ |
| 1975 | Valley Forge                            | Mr. Harvie              | Telefilme    |
| 1977 | Between the Lines                       | Harry Lucas             |              |
| 1977 | First Love                              | David                   |              |
| 1978 | Rush It                                 | Byron                   |              |
| 1978 | On the Yard                             | Juleson                 |              |
| 1979 | Chilly Scenes of Winter                 | Charles                 |              |
| 1980 | Heart Beat                              | Jack Kerouac            |              |
| 1981 | Cutter's Way                            | Alex Cutter             |              |
| 1982 | Cat People                              | Oliver Yates            |              |
| 1983 | Will There Really Be a Morning?         | Clifford Odets          | Telefilme    |
| 1983 | Legs                                    | Dan                     | Telefilme    |
| 1984 | Violated                                | Skipper                 |              |
| 1984 | C.H.U.D.                                | George Cooper           |              |
| 1984 | Best Revenge                            | Charlie                 |              |
| 1985 | Too Scared to Scream                    | Sid                     |              |
| 1985 | Heaven Help Us                          | Hermano Timothy         |              |
| 1985 | After Hours                             | Tom Schorr              |              |
| 1985 | The Trip to Bountiful                   | Ludie Watts             |              |
| 1987 | Out on a Limb                           | David Manning           | Telefilme    |
| 1987 | Dear America: Letters Home from Vietnam | Johnny Boy              | Voz          |
| 1988 | The Telephone                           | Hombre del teléfono     |              |
| 1988 | The Milagro Beanfield War               | Charlie Bloom           |              |
| 1988 | The Seventh Sign                        | Reverendo               |              |
| 1988 | Necessity                               | Charlie                 | Telefilme    |
| 1988 | Big                                     | Paul Davenport          |              |
| 1988 | Betrayed                                | Michael Carnes          |              |
| 1988 | Beaches                                 | John Pierce             |              |
| 1989 | The Package                             | Coronel Glen Whitacre   |              |
| 1989 | Cross of Fire                           | David Stephenson        | Telefilme    |
| 1990 | Blown Away                              | Charlie                 |              |
| 1990 | Mindwalk                                | Thomas Harriman         |              |
| 1990 | The End of Innocence                    | Dean                    |              |
| 1990 | Home Alone                              | Peter McCallister       |              |
| 1990 | Awakenings                              | Dr. Kaufman             |              |
| 1991 | Rambling Rose                           | Willcox Hillyer         |              |
| 1991 | Deceived                                | Jack Saunders           |              |
| 1992 | Radio Flyer                             | Daugherty               |              |
| 1992 | Waterland                               | Lewis Scott             |              |
| 1992 | Home Alone 2: Lost in New York          | Peter McCallister       |              |
| 1992 | Dead Ahead: The Exxon Valdez            | Dan Lawn                | Telefilme    |
| 1992 | Gladiator                               | John Riley              |              |
| 1993 | There Was a Little Boy                  | Gregg                   | Telefilme    |
| 1993 | In the Line of Fire                     | Profesor Riger          |              |
| 1993 | Me and Veronica                         | Frankie                 |              |
| 1993 | The Pelican Brief                       | Gavin Vereek            |              |
| 1994 | In Spite of Love                        | Andrew                  | Telefilme    |
| 1994 | Because Mommy Works                     | Ted Forman              | Telefilme    |
| 1996 | Antes y después                         | Wendell Bye             |              |
| 1996 | My Fellow Americans                     | Ted Matthews            |              |
| 1997 | Silent Cradle                           | Dr. Brittain            |              |
| 1997 | One Eight Seven                         | Dave Childress          |              |
| 1997 | Executive Power                         | Walker                  |              |
| 1997 | Men                                     | George Babbington       |              |
| 1998 | Snake Eyes                              | Gilbert Powell          |              |
| 1998 | Desert Blue                             | Profesor Lance Davidson |              |
| 1999 | Jazz Night                              | John Little             | Cortometraje |
| 1999 | Freak Weather                           | David                   |              |
| 2000 | Animal Factory                          | James Decker            |              |
| 2000 | Fish Out of Water                       | Gregor                  |              |
| 2000 | The Photographer                        | Marcello                |              |
| 2000 | The Wednesday Woman                     | Bill Davidson           | Telefilme    |
| 2000 | Pollock                                 | Tony Smith              |              |
| 2001 | Dying on the Edge                       | John Fuller             |              |
| 2001 | The Boys of Sunset Ridge                | John Burroughs          |              |
| 2001 | O                                       | Dean Bob Brable         |              |
| 2001 | The Big Heist                           | Richard Woods           | Telefilmee   |
| 2001 | The Secret Pact                         | Jerome Carver           |              |
| 2002 | Researching Raymond Burke               | Raymond Burke           | Cortometraje |
| 2002 | Monday Night Mayhem                     | Roone Arledge           | Telefilme    |
| 2002 | The Pilot's Wife                        | Jack Lyons              | Telefilme    |
| 2002 | Fair Play                               | Owen                    | Cortometraje |
| 2003 | Word of Honor                           | Dr. Steven Brandt       | Telefilmee   |
| 2004 | Under the City                          | Scova                   |              |
| 2004 | Mind the Gap                            | Henry Richards          |              |
| 2004 | White Chicks                            | Warren Vandergeld       |              |
| 2004 | My Tiny Universe                        | Bobby                   |              |
| 2005 | The Chumscrubber                        | Agente Lou Bratley      |              |
| 2005 | Locusts                                 | Dr. Peter Axelrod       | Telefilme    |
| 2005 | The Deal                                | Profesor Roseman        |              |
| 2005 | Tracks                                  | Guardia de la prisión   |              |
| 2005 | Edison                                  | Capitán Brian Tilman    |              |
| 2005 | Sweet Land                              | Ministro Sorrensen      |              |
| 2006 | Steel City                              | Carl Lee                |              |
| 2006 | Twenty Questions                        | C. Colin Whitworth      | Telefilme    |
| 2006 | The Line-Up                             | Walter Clark            | Telefilme    |
| 2006 | Gamers: The Movie                       | Papá de Gordon          |              |
| 2006 | The Guardian                            | Capitán Frank Larson    |              |
| 2007 | Dead Lenny                              | Dr. Robert Hooker       |              |
| 2007 | Brothers Three: An American Gothic      | Padre                   |              |
| 2007 | The Great Debaters                      | Sheriff Dozier          |              |
| 2008 | Skip Tracer                             | Con Colbert             | Telefilme    |
| 2008 | P.J.                                    | Dr. Alan Shearson       |              |
| 2008 | Justice League: The New Frontier        | Ace Morgan              | Voz          |
| 2008 | The Lucky Ones                          | Bob                     |              |
| 2008 | Generation Gap                          | Director Winters        | Telefilme    |
| 2009 | Red State Blues                         | Fritz                   | Cortometraje |
| 2009 | Formosa Betrayed                        | Tom Braxton             |              |
| 2009 | Little Hercules in 3-D                  | Entrenador Nimms        |              |
| 2010 | The Quickening                          | Ed Erlich               | Telefilme    |
| 2010 | The Truth                               | Jonathan Davenport      |              |
| 2010 | Ivan's House                            | Ivan                    | Cortometraje |
| 2011 | Whisper Me a Lullaby                    | Poppy                   |              |
| 2011 | Too Big to Fail                         | Joe Gregory             | Telefilme    |
| 2012 | Stealing Roses                          | Walter                  |              |
| 2012 | The Legends of Nethiah                  | Padre de Nethiah        |              |
| 2012 | A Perfect Ending                        | Mason Westridge         |              |
| 2012 | Would You Rather                        | Conway                  |              |
| 2013 | The Insomniac                           | Paul Epstein            |              |
| 2013 | Sharknado                               | George                  |              |
| 2013 | Assault on Wall Street                  | Jeremy Stancroft        |              |
| 2013 | Snake and Mongoose                      | Wally Parks             |              |
| 2013 | Runner, Runner                          | Harry Furst             |              |
| 2013 | Torn                                    | Detective Kalkowitz     |              |
| 2013 | Buoyancy                                | Frank                   | Cortometraje |
| 2014 | Searching for Fortune                   | Denton Sr.              |              |
| 2014 | Warren                                  | Jack Cavanee            |              |
| 2014 | Animals                                 | Albert                  |              |
| 2014 | The Boys of Abu Ghraib                  | Sam Farmer              |              |
| 2014 | The Nurse                               | Frank                   |              |
| 2014 | Boiling Pot                             | Tim Davis               |              |
| 2014 | One More Day                            | Tom                     | Cortometraje |
| 2015 | Jimmy Vestvood: Amerikan Hero           | J. P. Monroe            |              |
| 2015 | After the Reality                       | Bob                     |              |
| 2015 | Counting for Thunder                    | Garrett Stalworth       |              |
| 2015 | Is That a Gun in Your Pocket            | Sheriff Parsons         |              |
| 2015 | The Murder Pact                         | John LaSalle            |              |
| 2018 | The Tale                                | Bill (anciano)          |              |
| 2018 | Living Among Us                         | Andrew                  |              |
| 2019 | Imprisoned                              | Jefe de policía         |              |

### Televisión
| Año       | Título                                   | Papel                            | Notas                                                                            |
| --------- | ---------------------------------------- | -------------------------------- | -------------------------------------------------------------------------------- |
| 1979      | The Scarlet Letter                       | Reverendo Arthur Dimmesdale      |                                                                                  |
| 1984      | Kate & Allie                             | Max McArdle                      | Episodio: «A Weekend to Remember»                                                |
| 1985      | Tender is the Night                      | Abe North                        |                                                                                  |
| 1985      | Tales from the Darkside                  | Billy Malone                     | Episodio: «Ring Around the Redhead»                                              |
| 1985      | Alfred Hitchcock Presents                | Bill Callahan                    | Episodio: «Breakdown»                                                            |
| 1986      | Miami Vice                               | Laurence Thurmond                | Episodio: «One Way Ticket»                                                       |
| 1987      | The Equalizer                            | Ron Parrish                      | Episodio: «In the Money»                                                         |
| 1989      | Screen Two                               | Michael Johnson                  | Episodio: «Virtuoso»                                                             |
| 1994      | Spoils of War                            | Andrew                           | Telefilme                                                                        |
| 1994 1999 | Law & Order                              | Mitch Burke Walter Grobman       | Episodio: «Doubles» Episodio: «DNR»                                              |
| 1995      | American Masters                         | Montresor                        | Episodio: «Edgar Allan Poe: Terror of the Soul»                                  |
| 1995      | The Outer Limits                         | Paul Stein                       | Episodio: «Dark Matters (The Outer Limits)»                                      |
| 1995-1996 | The Client                               | Roy Foltrigg                     |                                                                                  |
| 1999 2004 | Los Sopranos                             | Detective Vin Makazian           | 4 episodios Episodio: «The Test Dream»                                           |
| 2000      | Perfect Murder, Perfect Town             | Larry Mason                      |                                                                                  |
| 2001      | Law & Order: Criminal Intent             | Larry Wiegert                    | Episodio: «The Pardoner's Tale»                                                  |
| 2002      | Touched by an Angel                      | Allen                            | Episodio: «Secrets and Lies»                                                     |
| 2002      | Law & Order: Special Victims Unit        | Gregory Rossovitch / Peter Sipes | Episodio: «Disappearing Acts»                                                    |
| 2002      | Hack                                     | Paul Ballinger                   | Episodio: «Songs in the Night»                                                   |
| 2003-2005 | CSI: Miami'                              | Kenwall Duquesne                 | 4 episodios                                                                      |
| 2004-2005 | Jack & Bobby                             | Dennis Morgenthal                | 5 episodios                                                                      |
| 2005      | Numb3rs                                  | Peter Houseman                   | Episodio: «Soft Target»                                                          |
| 2005-2006 | Prison Break                             | Gobernador Frank Tancredi        | 10 episodios                                                                     |
| 2006      | Battlestar Galactica                     | Comandante Barry Garner          | Episodio: «The Captain's Hand»                                                   |
| 2007      | Cavemen                                  | Tripp                            | Episodio: «Her Embarrassed of Caveman»                                           |
| 2007 2010 | Entourage                                | Richard Wimmer                   | Episodio: «Snow Job» Episodio: «Tequila Sunrise»                                 |
| 2008      | My Own Worst Enemy                       | Peter                            | Episodio: «Down Rio Way«                                                         |
| 2009      | The Beast                                | Dr. Blake                        | Episodio: «Mercy»                                                                |
| 2009      | Southland                                | Ben Sherman Sr.                  | Episodio: «See the Woman» Episodio: «Westside»                                   |
| 2010      | Gravity                                  | B. C.                            | Episodio: «Namaste MF» Episodio: «Damn Skippy» Episodio: «Are We All Just Dead?» |
| 2011      | The Chicago Code                         | Mayor McGuinness                 | Episodio: «St. Valentine's Day Massacre» Episodio: «Mike Royko's Revenge»        |
| 2013      | Perception                               | Congresista Evan Rickford        | Episodio: «Warrior» Episodio: «Wounded»                                          |
| 2013      | Adam DeVine's House Party                | Dregory                          | Episodio: «Dregory»                                                              |
| 2013      | Tim and Eric's Bedtime Stories           | El abogado                       |                                                                                  |
| 2014      | CSI: Crime Scene Investigation           | Roger Ridley                     | Episodio: «Love for Sale»                                                        |
| 2014      | Modern Family                            | Gunther Thorpe                   | Episodio: «The Feud»                                                             |
| 2014      | Person of Interest                       | Roger McCourt                    | Episodio: «Death Benefit»                                                        |
| 2014      | Mistresses                               | Bruce Sappire                    | Episodio: «Coming Clean»                                                         |
| 2014      | NCIS: Los Ángeles                        | Michael Thomas                   | Episodio: «Inelegant Heart» Episodio: «Praesidium» Episodio: «The 3rd Choir»     |
| 2015      | Lizzie Borden: The Fall River Chronicles | William Almy                     |                                                                                  |
| 2016      | Elementary                               | Henry Watson                     | Episodio: «Miss Taken»                                                           |
| 2017      | MacGyver                                 | Arthur Ericson                   | Episodio: «Pliers»                                                               |
| 2017      | APB                                      | Joe Reeves                       | Episodio: «Daddy's Home»                                                         |
| 2017      | Outsiders                                | Teniente gobernador de Kentucky  | Episodio: «What Must Be Done»                                                    |